# 唯一無二
| ウィキペディアには「唯一無二」という見出しの百科事典記事はありません（タイトルに「唯一無二」を含むページの一覧/「唯一無二」で始まるページの一覧）。 代わりにウィクショナリーのページ「唯一無二」が役に立つかもしれません。 |